# Mlinište (Mrkonjić Grad)
Mlinište (szerbül: Млиниште) falu Bosznia-Hercegovinában, Bosanska krajina területén, a Szerb Köztársaságban, Mrkonjić Grad községben.

## Fekvése
Bosznia-Hercegovina közép-nyugati részén, Banja Lukától légvonalban 64, közúton 94 km-re dél-délnyugatra, községközpontjától légvonalban 25, közúton 42 km-re dél-délnyugatra, 1066 méteres tengerszint feletti magasságban, a Podbrdo-Glamoč út mentén fekszik. Határában található az 1156 méteres magasságú, stratégiailag fontos, de télen nehezen járható Mlinište-hágó. A hágón át vezet az M 15-ös főút Mrkonjić Grad és Glamoč között.

## Népessége
| Nemzetiségi csoport | Népesség 1991 | Népesség 2013 |
| ------------------- | ------------- | ------------- |
| Szerb               | 19            | 6             |
| Bosnyák             | 0             | 0             |
| Horvát              | 0             | 0             |
| Jugoszláv           | 0             | 0             |
| Egyéb               | 0             | 0             |
| Összesen            | 19            | 6             |

## Története
A falu nevét a víznyelőkkel tarkított karsztmezőn lévő malmokról (mlin) kapta. Mlinište környékén kiterjedt erdők találhatók, melyek rendkívül gazdag állatvilággal rendelkeznek.
A második világháború idején, 1941. szeptember elején két horvát usztasa, két honvéd és egy német zászlóalj a légierő támogatásával hatnapos támadásba kezdett azzal a céllal, hogy Ključ és a Vrbas völgye felől behatolva leverjék az usztasa uralom elleni szerb felkelést Janjában és Pljevában. Az ellenség legyőzött néhány felkelő egységet, majd átvette az ellenőrzést Mrkonjić-Grad, Jezera, Šipovo és Mlinište felett. A német 718. gyalogoshadosztály 738. ezredének 1. zászlóalja felgyújtotta az összes házat. 6-án a további usztasa előrenyomulás megakadályozására megalakult Drvari hadosztályparancsnokság Mlinište műveleti parancsnoksága. 1942 szeptember 8-án itt ülésezett Jugoszlávia Kommunista Pártjának Központi Bizottsága. 1943. március 1-jén a 7. Prince Eugen SS-hadosztály és 369-es német legionárius hadosztály egységei szállták meg a falut. 1944. január 15-én a NOVJ 6. hadosztályának 3. dandárja háromnapos csata után visszaverte a falu felé behatolni próbáló német 92. gépesített ezredet. Június 2-án és 3-án a falu határában súlyos harcok folytak az 1. Ploletár rohamhadosztály és a 7. Prince Eugen SS-hadosztály egységei között.
A boszniai háború idején a Misztrál–2 hadművelet során a Horvát Köztársaság hadseregéhez tartozó „Puma” 7. gárdadandár tagjai 1995. szeptember 9-én foglalták el a hágót és a települést. A faluban 6 szerbet fogtak el, majd 10-én lelőtték őket. A Misztrál–2 hadművelet boszniai szerb civilek százainak életét követelte, és több tízezer ember kényszerült lakóhelyét elhagyni. A falu a daytoni békeszerződés aláírása után visszakerült a boszniai Szerb Köztársasághoz.

## Nevezetességei
- Emlékkút a „Mali Raj” étterem mellett a faluból 1942 szeptemberében végrehajtott katonai műveletek emlékére. Sötétszürke cementált kőtömbök vastag falából álló emlékkút. A bal felső sarokban egy négyzetes szürke kőtömb látható, rajta egy vésett fekete emléktábla, jobbra lent egy csap és egy medence.

- Az 1941-ben meggyilkoltak emlékműve, melyet 1951-ben állítottak. Az emléktábla hiányzik. Beton obeliszkből áll, a plakett fölött puska domborművel.

- Emlékkút az Első Proletár Brigád 1944 májusában indított offenzívájának emlékére. 1954-ben készült.